# Sabellaria alcocki
Sabellaria alcocki är en ringmaskart som beskrevs av Gravier 1906. Sabellaria alcocki ingår i släktet Sabellaria och familjen Sabellariidae. Inga underarter finns listade i Catalogue of Life.